# Belovics Ervin
Belovics Ervin (1957. –) jogász, ügyész.

## Életpályája
1978–1983 között az Eötvös Loránd Tudományegyetem Állam- és Jogtudományi Kar hallgatója volt. 1983–1984 között Budapest XX. kerületi Bíróságán bírósági fogalmazóként dolgozott. 1984–1985 között a Legfelsőbb Bíróság bírósági fogalmazója volt. 1985-ben bírói-ügyészi szakvizsgát tett. 1985–1989 között az Igazságügyi Minisztérium bírója volt. 1989–1990 között a Pesti Központi Kerületi Bíróság csoportvezető-helyettes bírójaként dolgozott. 1990–1993 között a Budapesti Közgazdaságtudományi Egyetemen tanult. 1993-tól a Legfőbb Ügyészség legfőbb ügyészségi ügyésze, 1994-től csoportvezető legfőbb ügyészségi ügyésze, 1995-től főosztályvezető-helyettese, legfőbb ügyészségi ügyésze, 2000–2022 között legfőbb ügyész büntetőjogi helyettese volt, 2022-től főtitkára. 1995-től az Eötvös Loránd Tudományegyetem Állam- és Jogtudományi Kar megbízott előadója, 2009-től részfoglalkozású egyetemi adjunktusa, 2015-től egyetemi magántanára. 1996-tól a Pázmány Péter Katolikus Egyetem Jog- és Államtudományi Kar megbízott oktatója, 1999-től részfoglalkozású mestertanára, 2008-tól főállású tanszékvezető egyetemi docense, 2014-től főállású tanszékvezető egyetemi tanára. 2003 óta a Büntetőjogi kodifikáció szerkesztőbizottsági tagja. 2006 óta az IAACA tagja. 2007-ben PhD fokozatot szerzett a Pécsi Tudományegyetemen. 2008 óta a Pázmány Péter Katolikus Egyetem Jog- és Államtudományi Kar kari tanácsának tagja. 2011 óta a Magyar Tudományos Akadémia köztestületi tagja. 2012-ben habilitált a Pázmány Péter Katolikus Egyetem Jog- és Államtudományi Karán, 2014-ben egyetemi tanári címet szerzett ugyanitt. 2018 óta az Ügyészségi Szemle szerkesztőbizottsági tagja.

## Díjai
- A Magyar Érdemrend középkeresztje (2022)[3]